# Olganos

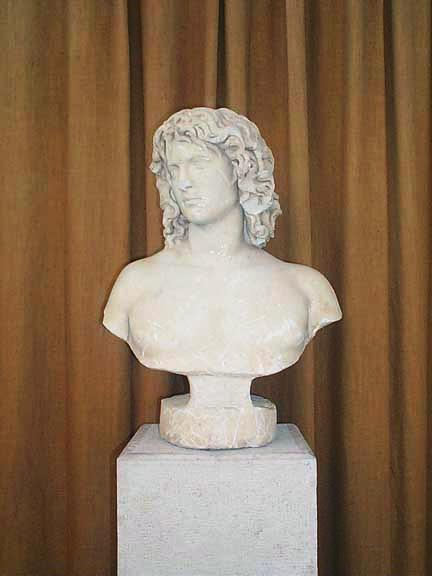
Büste des Olganos aus Kopanos im Archäologischen Museum in Veria.

Olganos (altgriechisch Ὄλγανος Ólganos) ist in der Antike der Name eines Flusses und in der griechischen Mythologie des namengebenden Flussgottes.
Olganos war laut Ailios Herodianos und Stephanos von Byzanz der älteste Sohn von Beres und der Bruder von Mieza und Beroia, nach denen die antiken Städte Mieza (Naoussa) und Beroia (Veria) benannt wurden.
Man hat in Kopanos eine beschriftete Büste des Olganos aus dem 2. Jahrhundert n. Chr. gefunden, die heute im Archäologischen Museum in Veria, Griechenland, ausgestellt wird.